# Slatina (Čajniče, BiH)
Slatina na Batovci je naseljeno mjesto u općini Čajniču, Republika Srpska, BiH. Od granice s udaljeni su sedam kilometara. Jugozapadno je Borajno. Istočno je rječica Mrkva i rijeka Batovka. Sjeverozapadno su Sudići.
Do 1955. godine zvala se Slatina (Sl. list NRBiH 17/85) (Sl. list SRBiH 24/85). 
Naselje Slatina za razliku od Slatine na Batovci pripada pošti Čajniče.
Kuriozitet sela Slatine je što popis 1961. bilježi 94% Hrvata u ovom selu, a tri Srbina i osam ostalih. Već sljedeći popis 1971. svi popisani stanovnici izjašnjavaju se kao Muslimani, iz čega se izvodi zaključak da su se mjesni muslimani 1961. izjasnili kao Hrvati. Po tome su Kukavice uz Slatinu na Batovci bile najudaljenije većinski hrvatsko selo u ovom dijelu BiH.

## Stanovništvo
| Narod     | Popis 1961. | Popis 1971. | Popis 1981. |
| --------- | ----------- | ----------- | ----------- |
| Hrvati    | 181         |             |             |
| Muslimani |             | 210         | 160         |
| Srbi      | 3           |             |             |
| ostali    | 8           |             | 1           |
| Ukupno    | 192         | 210         | 161         |